# Imogen Cunningham

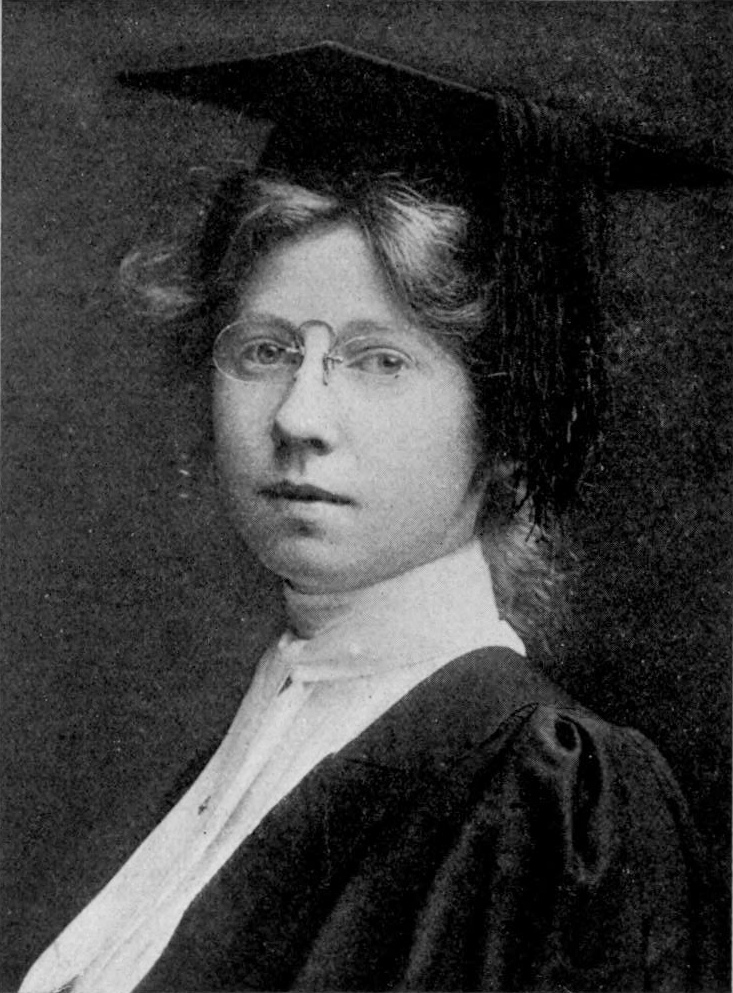
Imogen Cunningham 1907

Imogen Cunningham (* 12. April 1883 in Portland/Oregon; † 24. Juni 1976 in San Francisco) war eine US-amerikanische Fotografin, die zu den „Klassikern“ der modernen Fotografie des 20. Jahrhunderts gezählt wird. Cunningham war ein Gründungsmitglied der Gruppe f/64. Ihre Werke zeigen stilistisch eine romantisch-impressionistische Auffassung bis hin zur Neuen Sachlichkeit.

## Leben und Werk
Imogen Cunningham, die zunächst an der Universität in Washington Chemie studierte, begann als Studentin im Jahre 1901 zu fotografieren. Inspiriert wurde sie von der international bekannten Piktorialistin Gertrude Käsebier. Eine ihrer ersten bekannten Fotografien ist ein 1905 auf dem Gelände der Universität entstandenes Aktselbstporträt. Ihre 1907 bei der Universität Washington eingereichte Abschlussarbeit betraf fotochemische Vorgänge. Sie arbeitete danach im Fotostudio von Edward S. Curtis, dem Curtis Studio, in Seattle. Bei Curtis lernte sie, Platinum-Abzüge in der Dunkelkammer herzustellen. Wenig später erhielt sie ein Stipendium, das ihr 1909 ermöglichte, die Technische Hochschule Dresden, die wenig zuvor eine photographische Abteilung eröffnet hatte, zu besuchen. 1910 suchte sie Alfred Stieglitz in New York und Alvin Langdon Coburn auf. Diese Kontakte waren für sie eine neue Inspirationsquelle. Kurz nach ihrer Rückkehr in die USA eröffnete sie 1910 ihr eigenes Studio in Seattle und erhielt bald nationale Anerkennung für ihre Porträts und piktorialen Werke.
Später heiratete sie den Künstler Roi Partridge. Mit ihm hatte sie drei Kinder, die Familie zog nach San Francisco, wo sie Edward Weston kennenlernte. Als Weston gebeten wurde, Bilder von außergewöhnlichen amerikanischen Photographen für die Werkbund-Ausstellung 1929 in Stuttgart zu nominieren, schlug er acht Nahaufnahmen Cunninghams von Pflanzen vor.
1932 gründete sie zusammen mit Ansel Adams, John Paul Edwards, Sonya Noskowiak, Henry Swift, Willard van Dyke und Edward Weston die Gruppe f/64, die sich recht dogmatisch für eine Fotografie einsetzte, die durch größtmögliche Schärfentiefe (symbolisiert durch den Namen der Gruppe, der eine sehr kleine Blendenöffnung anzeigt) und maximale Detailgenauigkeit gekennzeichnet war.
In der Mitte der 1930er Jahre trennten sich Partridge und Cunningham. Cunningham lebte bis 1947 in Oakland, bevor sie wieder nach San Francisco zog. Sie arbeitete jahrelang für Magazine, hatte ein Porträtstudio und lehrte auch an der California School of Fine Arts. Sie fotografierte Persönlichkeiten wie James Cagney, Cary Grant, Joan Blondell, Upton Sinclair und Lyle Tuttle. Ihr bevorzugtes Subjekt war jedoch nach wie vor die Pflanzenwelt, allerdings haben ihre Pflanzenaufnahmen wenig Anerkennung erhalten. Sie beschäftigte sich intensiver mit Porträts und auch Aktaufnahmen.
Cunningham machte bis kurz vor ihrem Tod Fotos. Sie starb mit 93 Jahren am 23. Juni 1976 in San Francisco.
Ihre Enkelin Meg Partridge inszenierte 1988 den Kurzdokumentarfilm Portrait of Imogen.

## Mitgliedschaften
1967 wurde Cunningham in die American Academy of Arts and Sciences gewählt.

## Ausstellungen
- Blütezeit. Gruppenausstellung, DZ BANK Kunstsammlung, Frankfurt am Main 2014.[6][7]